# 克米季夫
50°18′22″N 28°53′10″E / 50.30611°N 28.88611°E
克米季夫（烏克蘭語：Кмитів）是烏克蘭北部的村莊，隸屬日托米爾州的日托米爾區。該村處於克米季夫卡河畔，面積1.27平方公里，海拔高度198米，2001年人口675。